# Коблеве (курорт)

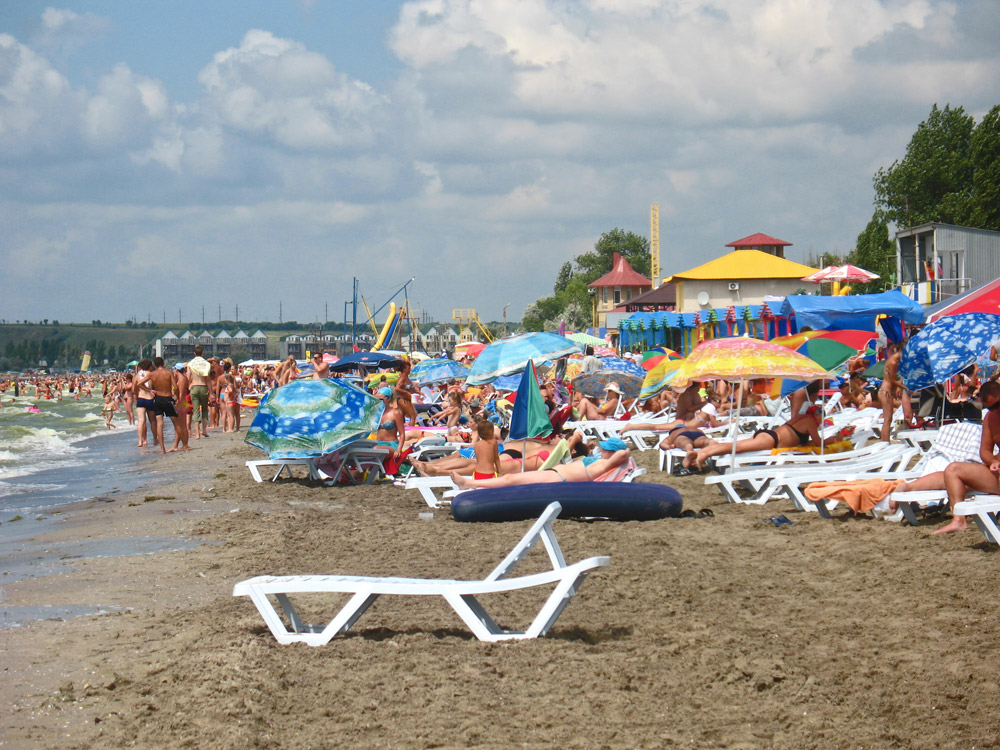
Пляж на курорті Коблеве

Ко́блеве — найбільший курорт на Чорноморському узбережжі Миколаївської області, поблизу села Коблеве за чотири кілометри на південь від автошляху М14.

## Інфраструктура
У Коблевому можуть одночасно відпочивати понад 25 тис. людей. На території курорту розташовані дельфінарій і аквапарк.

## Цікавинки
15 липня 2009 року на пляжі Коблева знайдено фігуру слона вагою 2-2,5 тони. Одразу знахідка переросла в сенсацію, яка підігрівалася засобами масмедіа. Зокрема директор науково-дослідного центру «Лукомор'я» Кирило Горбенко висловився про ймовірне сирійське походження фігури, що опинилася на березі внаслідок корабельної катастрофи, на підставі фотографії датувавши знахідку XVI—XVII століттями. Проте при безпосередньому огляді фігури 23 липня 2009 року з'ясувалося радянське походження слона, відлитого з бетону для оздоблення дитячого відпочинкового табору. Як слон опинився на пляжі залишилося нез'ясованою загадкою.